# Fimbristylis malayana
Fimbristylis malayana är en halvgräsart som beskrevs av Jisaburo Ohwi. Fimbristylis malayana ingår i släktet Fimbristylis och familjen halvgräs. Inga underarter finns listade i Catalogue of Life.